# شاهزاده سادازومی
شاهزاده سادازومی (به ژاپنی: 貞純親王 さだずみしんのう)، (زاده: ۸۷۰-درگذشت: ۹۱۶ میلادی) در دوره هی‌آن ششمین پسر پنجاه و ششمین امپراتور ژاپن،  امپراتور سیوا بود. پسر او میناموتو نو تسونه‌موتو جد اعلای خاندان سیوا گنجی از خاندان میناموتو به‌شمار می‌آید.